# تقرير ناكدي
تقرير ناكدي (بالعبرية: רָשׁוּת השִּׁדּוּר) هي وثيقة تحدد المبادئ التوجيهية الأخلاقية لصناعة البث في إسرائيل.

## التاريخ
نُشر تقرير ناكدي في عام 1995 كمبادئ توجيهية لتغطية الأخبار والشؤون الجارية. سميت باسم مؤلفها ناكديمون روجل.
تم تصميم المستند وفقًا لإرشادات التحرير الخاصة بشبكة بي بي سي (سابقًا: إرشادات المنتج)، ويتألف من 161 بندًا ويحتوي على مدونة شاملة للأخلاقيات والممارسات للصحفيين العاملين في هيئة الإذاعة الإسرائيلية. كما يتم تطبيقه أيضًا على الصحفيين في البث الخاص، على الرغم من أنه غير ملزم قانونًا. منذ أن تمت صياغته في عام 1972، تمت مراجعة الوثيقة أربع مرات: في 1979 و1985 و1995 و1998، وتم توسيعه إلى أربعة أضعاف حجمه الأصلي.

## العدالة والتحديات القانونية
إنها واحدة من قوانين الأخلاق الوطنية القليلة التي تحتفظ بنسخة من عقيدة الإنصاف. هذا بالإضافة إلى مفاهيم الحياد المستمدة من قوانين أوروبية مماثلة، والتي تتطلب من السلطة نفسها الامتناع عن بث المقالات الافتتاحية. ومع ذلك فإن الإنصاف يتجاوز مجرد الحيادية: من أجل «ضمان حق الجمهور في تلقي معلومات كاملة وموثوقة إلى جانب آراء متوازنة ومتنوعة»، يُطلب من الصحفيين «التماس الرأي المعارض، وإخطار الجمهور بشكل عادل إذا تم رفض التعليق، وتجنب أن تصبح أدوات استجابة لـ فرق التفاعل الاحترافية».
تسببت متطلبات ضمان الرأي المتنوع المكرر في مكان آخر في الوثيقة كأمر «بوجوب تغيير مجموعة المعلقين»، في رفع العديد من الدعاوى القضائية البارزة ضد رابطة المحامين الدولية. ثلاثة منها في الثمانينيات كانت ملحوظة بشكل خاص: الأول كان ضد المسلسل التلفزيوني الشهير عام 1981 عمود النار، وذلك من قبل مجموعة من الإسرائيليين من أصل سفاردي شعروا أن التاريخ الدرامي للصهيونية قلل بشكل غير عادل من مساهمة مجتمعاتهم في الحركة، أشارت المحكمة العليا إلى أن الإنصاف في هذه الحالة «غير ذي صلة»، حيث أن البث لا يمكن مراقبته، ولكن «يجب تقديم جانب آخر من القضية». في عام 1982 رُفض قرار نقابة المحامين الإسرائيلية بحظر إجراء مقابلات مع أي من أنصار منظمة التحرير الفلسطينية في الضفة الغربية وقطاع غزة. كانت هذه القضية من صنع محامي الحقوق المدنية الأسطوري أمنون زخروني. وفي عام 1984 أعلن الحاخام مئير كهانا أنه تم إلغاء حظر مماثل على بث تصريحاته السياسية. في حكم تمت دراسته كثيرًا بأن الخطاب العنصري المعترف به كان أيضًا خطابًا محميًا.
بعد ظهور التنقيح عام 1996، وصفته دراسة أجراها يتسحاق روه أكاديمي دراسات إعلامية في هوجي، بأنها «مفارقة تاريخية» و«غير ذي صلة» منذ ذلك الحين حين استخدمت الجماعات اليمينية بشكل متكرر وثيقة ناكدي كأساس لتوثيق ما يرونه تحيزًا إعلاميًا، كان الحادثان الأكثر شهرة هما التقاضي حول بث «مراسم أداء اليمين» لأفيشاي رافيف مع إيال عند قبر باروخ غولدشتاين، وحملة التخلص من غابي غازيت، الذي رأوا أنه يخرق بشكل متسلسل «سياسات الجمهور».
على الرغم من أن دراسة واحدة على الأقل خلصت إلى أنه بدلاً من أن تكون ردود فعل على المحفزات السياسية، فقد أدت التنقيحات المختلفة للوثيقة إلى «بلورة وتنفيذ المبادئ التوجيهية الأخلاقية المعيارية للبث العام الإسرائيلي»، النقد الذي يحتوي على الوثيقة على الأقل لا يزال بعض التحيز المتأصل مستويًا. في الآونة الأخيرة تضمنت المخاوف من أن اللغة المتوقعة من وسائل الإعلام الإسرائيلية لم تكن محايدة بما فيه الكفاية من حيث الشكوى من أن عبارة «القدس الشرقية» محظورة بموجب المبادئ التوجيهية.
كما كانت هناك مخاوف من أن التقرير لم يكن مفصلاً بما فيه الكفاية. فبعد عجز آرييل شارون تبين أن قدرته على توفير التوازن الإرشادي بين الأمور الخاصة بصحته وحق الجمهور في المعرفة أمر غير كافٍ. وبالمثل فإن القيود المفروضة على «الميلودراما» في البث الواقعي وضد تصوير الجنازات خلافًا لرغبات الأسرة كانت إشكالية: «التغطية المعقمة للهجمات الحربية والفجيعة لن تتجاوز البعد الذي نحتاج إلى الحصول عليه، البعد العاطفي» بحسب ما نقله مسؤول تلفزيوني في هآرتس.